# Escambray
El Escambray, también llamado Macizo de Guamuhaya,  es un sistema montañoso situado en las provincias de Sancti Spíritus, Villa Clara y Cienfuegos, en la zona central de Cuba. Su punto más alto es el Pico San Juan que alcanza una elevación de 1.140 metros. A sus pies se encuentra la ciudad de Trinidad. Es el tercer sistema montañoso en importancia de la isla de Cuba, después de la Sierra Maestra y el sistema montañoso de Guaniguanico.

## Características

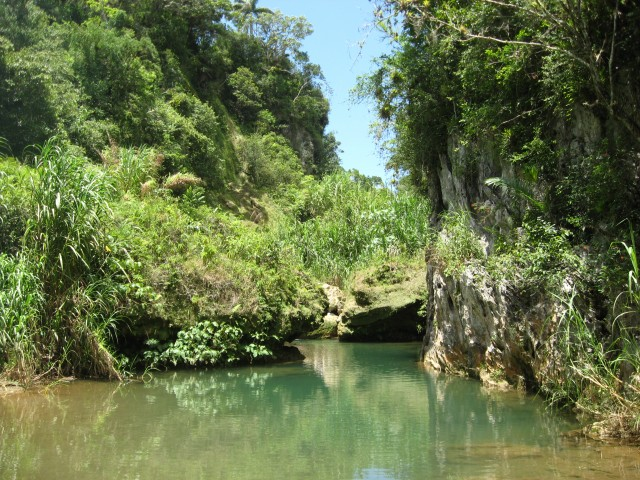
Se caracteriza por sus bellos paisajes, y sus ríos, cascadas y ollas de aguas cristalinas.

La sierra recibió el nombre de Guamuhaya de los indígenas que habitaban la zona antes de que llegaran los europeos en 1492. El Macizo de Guamuhaya se subdivide en dos grandes grupos, Alturas de Trinidad, al noroeste y Alturas de Sancti Spíritus al sudeste.
Se caracteriza por sus abruptas quebradas y hondos valles, la exuberancia de su vegetación, la gran diversidad de su flora y fauna autóctona, grandes sistemas de cuevas, bellos paisajes, y sus ríos, cascadas y ollas de aguas cristalinas. El Escambray es rico en recursos minerales, pero no se están explotando debido al peligro que representa para el medio ambiente.

## Historia

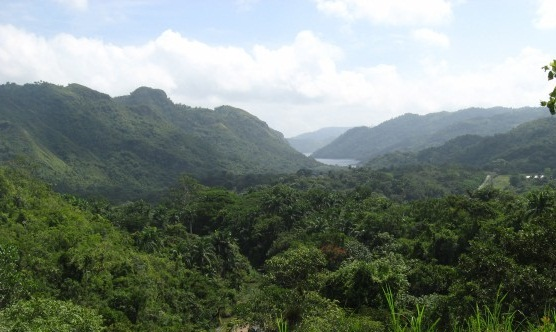
Vista del Escambray desde el campamento El Nicho.

En el Escambray encontraron refugio tanto los aborígenes cubanos, como los combatientes del Ejército Mambí, que luchaban por la independencia de Cuba, durante el último tercio del siglo XIX (1868-1898). Posteriormente, albergó a los guerrilleros del Movimiento 26 de julio, el Directorio Revolucionario 13 de marzo y el Segundo Frente Nacional del Escambray en su guerra contra el ejército del General Fulgencio Batista (1957-1958). Finalmente, fue también escenario de la cruda Rebelión del Escambray (1959-1965). 

### Caballete de Casas
Es una meseta ubicada a 630 metros sobre el nivel del mar, de muy difícil acceso, en el municipio de Sancti Spíritus. Durante la Revolución cubana allí instaló el Che Guevara su campamento base en 1958 cuando comenzó a operar en la zona del Escambray hasta la batalla de Santa Clara.
El sitio está conservado al igual que las instalaciones históricas y es hoy monumento nacional. En la zona el lugar es conocido como la Comandancia del Che en el Escambray. La llegada al mismo es dificultosa y se debe llegar a pie escalando hasta la cima del monte.